# Dasycercus
Dasycercus ist eine Gattung der Familie der Raubbeutler mit zwei rezenten und vier möglicherweise schon ausgestorbenen Arten.

## Beschreibung
Dasycercus-Arten erreichen Kopfrumpflängen von 12 bis 23 cm, haben einen 6 bis 12,5 cm langen Schwanz und wiegen zwischen 60 und 185 g. Männchen sind bei beiden Arten größer und schwerer als die Weibchen. Die Ohren sind kurz und rund. Die Tiere sind auf dem Rücken sandfarben oder hell bräunlich und an der Bauchseite weißlich gefärbt. Die Schwanzspitze ist schwarz und trägt bei der Kammschwanz-Beutelmaus einen Kamm schwarzer Haare auf der Oberseite.

## Lebensweise
Dasycercus-Arten leben in ariden Gebieten, sind vorwiegend nachtaktiv und ernähren sich von Kleintieren. Die Weibchen gebären im Frühjahr oder im Sommer ein bis acht Jungtiere.

## Arten
Die Gattung besteht aus sechs Arten, von denen vier möglicherweise erst in jüngster Zeit ausgestorben sind.
- Bürstenschwanzbeutelmaus (Dasycercus blythi), kommt im Innern von Westaustralien und im Süden des Nordterritoriums auf Grassland vor, das vor allem mit Spinifex bewachsen ist.[1]
- Kammschwanz-Beutelmaus (Dasycercus cristicauda), lebt im Innern von Westaustralien, im Süden des Nordterritoriums und im Norden von South Australia vor allem in Landschaften, die von Sanddünen geprägt sind.[1]
- Dasycercus archeri, Typuslokalität: Ooldea in South Australia
- Dasycercus hillieri, Typuslokalität: Killalpanima östlich des Eyresees
- Dasycercus marlowi, Typuslokalität: Numery Station im Nordterritorium
- Dasycercus woolleyae, Typuslokalität: Point Massie in Westaustralien